# Gitalele

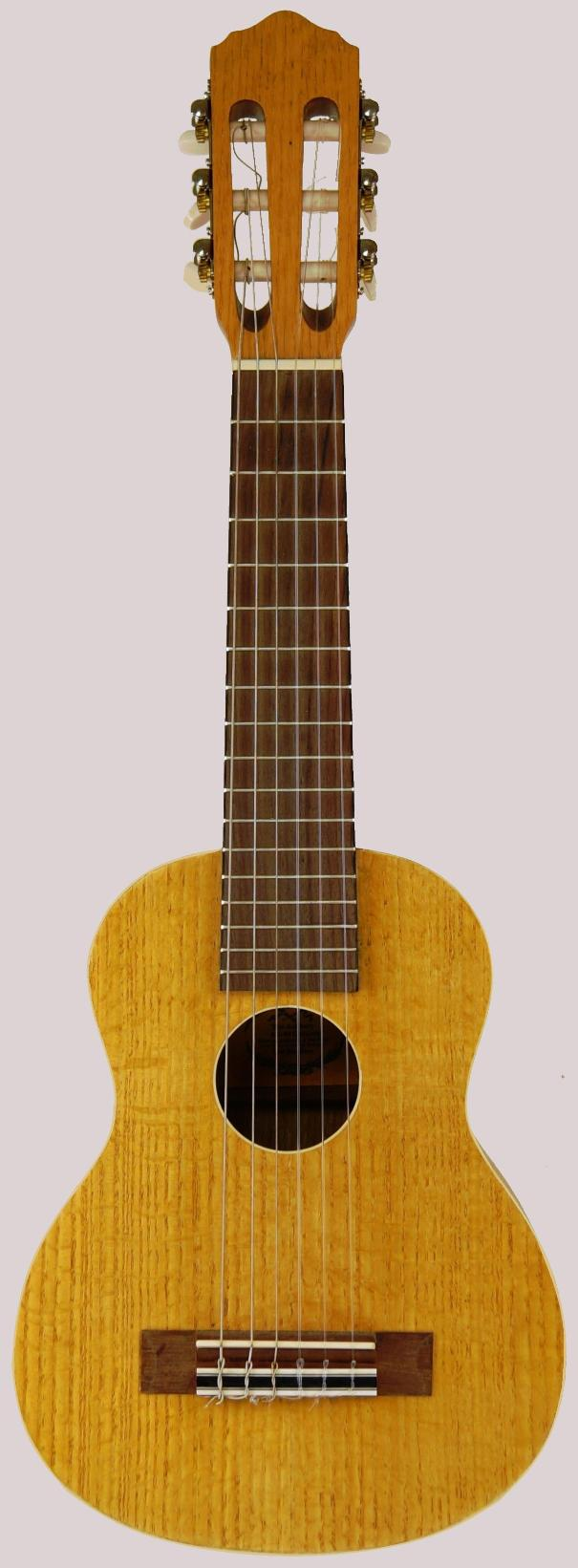
Ashbury AG-40 Guitalele

Eine Gitalele (Aussprache [ɡˈiːtalələ]), auch Guitarlele, Guitalele oder selten Gitarrlele, ist eine Kastenhalslaute in der Größe einer Ukulele, die oft als Mischform aus Gitarre und Ukulele beschrieben wird. Ursprünglich stammt sie von der sechssaitigen Ukulele ab. Gitarristen können ihre gewohnten Griffe auch auf der Gitalele verwenden.
Guitalele ist eine eingetragene Wortmarke der Yamaha Corporation.

## Größe

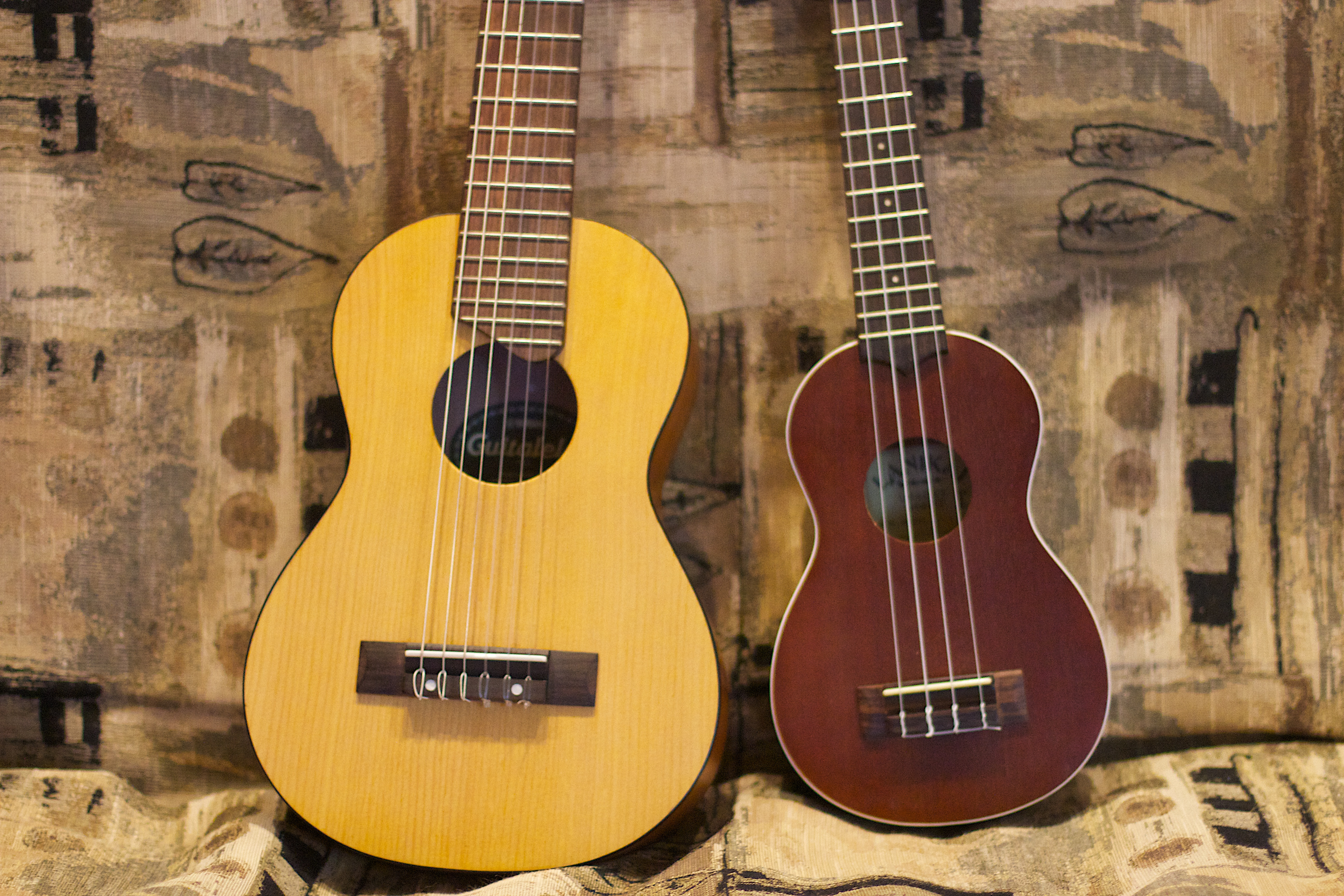
Yamaha Guitalele im Größenvergleich zur Lanikai Sopran-Ukulele

Mit einer Mensur von knapp 45 cm und einer Gesamtlänge von 73 cm ist sie etwa so groß, wie eine 1/8-Konzertgitarre, also etwas größer als eine Tenor-Ukulele.

## Stimmung
Gitalelen werden üblicherweise in A D G C E A gestimmt. Dies entspricht der Standardstimmung für Konzertgitarren um eine Quarte nach oben gestimmt, also einer Gitarre mit einem Kapodaster im fünften Bund. Nach demselben Prinzip können auch andere für die Gitarre gängige Stimmungen auf die Gitalele übertragen werden.
| 4/4 Gitarre                    | Gitalele (Eine Quarte höher) |
| ------------------------------ | ---------------------------- |
| E A D G H E (Standardstimmung) | A D G C E A                  |
| D A D G H E (Dropped-D)        | G D G C E A                  |
| D A D F# A D (Open D)          | G D G H D G                  |
| D A D G A D (DADGAD)           | G D G C D G                  |
| D G D G B D (Open G)           | G C G C E G                  |

Die Mensur der Gitalele entspricht der Mensur einer im 7. Bund gegriffenen 4/4-Konzertgitarre, also einer um eine Quinte hochgestimmten Gitarre bzw. einem Kapodaster im siebten Bund. Daraus resultiert die Stimmung H E A D F# H. In der praktischen Anwendung wird der Höherstimmung um eine Quarte, die etwas dunkler klingt und eine geringere Saitenspannung aufweist jedoch der Vorzug gegeben.
Bei Verwendung von stärkeren Saiten kann eine Gitalele auch auf die normale Gitarrenstimmung gebracht werden. Dann entfällt die Aufgabe, beim gemeinsamen Spiel mit Gitarren die angegebenen Akkorde zu transponieren. Allerdings ist die Bass-Wiedergabe auf Grund des kleinvolumigen Korpus stark eingeschränkt.